# Michael Johnson
Michael Duane Johnson (Dallas, Texas, 13 de setembre de 1967) és un atleta estatunidenc retirat, especialista en les proves de 200 i 400 metres. Va guanyar cinc medalles d'or olímpiques i va posseir la plusmarca mundial de 400 metres amb 43,18 segons entre 1999 i 2016. Va ser escollit atleta de l'any per la IAAF el 1996 i el 1999.

## Biografia

### Primera etapa
A nivell internacional es va donar a conèixer el 1990 quan amb 22 anys va aconseguir en Edimburg una marca de 19,85 en els 200 m, que li van convertir en l'home més ràpid de l'any en aquesta distància, i únic a baixar de 20 segons.
Al setembre d'aquest mateix any va córrer en Rieti, Itàlia, els 400 m en 44,21, el tercer millor registre de l'any, solament per darrere del nord-americà Danny Everett (44,06) i del cubà Roberto Hernandez (44,14).
El 1991 va aconseguir la seva primera medalla d'or en un gran campionat, vencent en els 200 m dels Mundials de Tòquio, amb un temps de 20,01. A més aquest any va acabar com líder mundial en ambdues distàncies, amb 19,88 en els 200 m aconseguits a Barcelona, i 44,17 en els 400 m aconseguits en Lausanne.
Johnson era el gran favorit per a guanyar la medalla d'or en els 200 m dels Jocs Olímpics de Barcelona 1992, prova en la qual poques setmanes abans dels Jocs havia fet la seva millor marca en Nova Orleans, amb 19,79. No obstant això a Barcelona va sofrir una intoxicació alimentària dies abans de disputar la seva prova, i això va fer que fos eliminat en les semifinals.
Finalment el campió olímpic seria el seu compatriota Michael Marsh. Johnson va poder almenys guanyar la seva primera medalla d'or olímpica en la prova de relleus 4x400 m, on l'equip nord-americà format per Andrew Valmon, Michael Johnson, Quincy Watts i Steve Lewis va batre la plusmarca mundial amb 2:55,74. En aquest any 1992 Johnson va finalitzar segon en l'escalafó mundial de 200 m (19,79 en Nova Orleans) i tercer en el de 400 m (43,98 a Londres)
El 1993 Johnson va decidir centrar-se sobretot en la prova de 400 m, i en els Campionats del Món de Stuttgart, va guanyar la medalla d'or en aquesta prova, batent a més la seva millor marca personal amb 43,65 (líder de l'any). En aquests mateix Campionat va tornar a guanyar l'or amb el seu país en els relleus 4x400 m, establint una altra plusmarca mundial amb 2:54,29. L'equip ho formaven Andrew Valmon, Quincy Watts, Harry Reynolds i Michael Johnson. En 200 m el seu millor registre de l'any van ser 20,06 en Lausanne, el cinquè de l'escalafó mundial.
El 1994, sense grans competicions per disputar, va tornar a reafirmar el seu domini en els 400 m, fent a Madrid 43,90, el millor registre de l'any. En 200 m va fer 19,94 a Mònaco, segon de l'any per darrere del britànic John Regis (19,87)

### Doblet en Gotemburg i Atlanta
El 1995 va decidir per fi intentar el doblet (200 i 400 m) en un gran campionat, concretament en els Mundials de Gotemburg. L'experiència va resultar un complet èxit, malgrat la duresa que suposa disputar vuit carreres (eliminatòries, cambres, semifinals i final d'ambdues proves) en tan pocs dies. Johnson va aconseguir vèncer primer en els 400 m batent la seva plusmarca personal amb 43,39; tot just a 10 centèsimes de la plusmarca mundial, i pocs dies després va obtenir l'or en els 200 m amb 19,79, igualant la seva millor marca personal. Era el primer home a guanyar els 200 i els 400 m en un Campionat del Món. Per a completar la seva magnífica actuació, va guanyar una tercera medalla d'or en els relleus 4x400 m, encara que aquesta vegada sense plusmarca (2:57,32).
1996 seria el millor any de la seva carrera esportiva. El 23 de juny, poques setmanes abans de disputar-se els Jocs Olímpics d'Atlanta, va aconseguir batre precisament en Atlanta la vella plusmarca mundial dels 200 m, que obstentaba des de 1979 l'italià Pietro Mennea, que ho batés en la Universiada de Mèxic amb 19,72. Michael Johnson va fer 19,66 i va acabar així amb la plusmarca més antiga que quedava en l'atletisme.
En els Jocs Olímpics d'Atlanta va ser la gran estrella de l'atletisme, al convertir-se en el primer home a guanyar els 200 i els 400 m en uns Jocs. Als 400 m va vèncer amb autoritat i amb un gran temps de 43,44, el millor d'any.
Però el que més recorda dels Jocs d'Atlanta és la seva victòria en la final dels 200 m, que per a molts va ser la millor actuació atlètica fins aleshores vista en un estadi d'atletisme gràcies a la seva marca mundial de 19,32. Malgrat això, als Jocs Olímpics de Pequín del 2008, Johnson va perdre la condició de plusmarquista mundial d'aquesta distància a favor del jamaicà Usain Bolt, que va fer un temps de 19,30 segons. A Atlanta Michael Johnson no va participar en els relleus 4x400 m, cosa que no va impedir que els Estats Units assolís una nova medalla d'or.

### Plusmarca en 400 metres

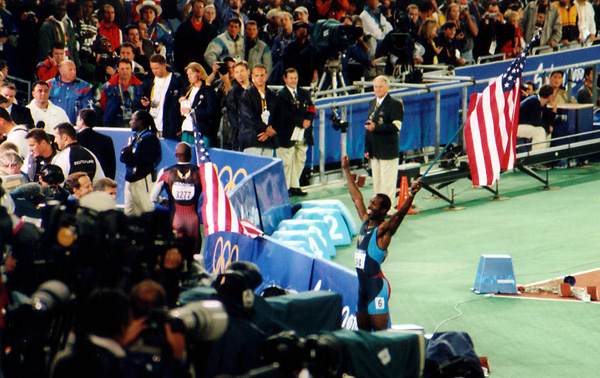
Celebrant la seva victòria als 400 m llisos als Jocs Olímpics de 2000.

A partir d'aquesta data Johnson va decidir centrar-se definitivament en els 400 m a la recerca de la plusmarca mundial d'aquesta prova, l'únic que li faltava per assolir.
El 1997 va participar en els 400 m dels Mundials d'Atenes, guanyant l'or per tercera vegada consecutiva en aquesta prova, amb 44,12. La seva millor marca de l'any va ser de 43,75 feta en Waco, Texas.
El 1998 la seva millor marca va ser de 43.68, feta en Zúrich. En aquest any un equip format per Jerome Young, Antoni Pettigrew, Tyree Washington i el mateix Johnson, va batre a Nova York la plusmarca mundial de relleus 4x400 m, deixant-la en 2:54,20. Aquesta marca contínua vigent avui dia.
Seria el 1999 quan per fi anava a assolir el seu gran objectiu. Va ser en els Campionats del Món de Sevilla. En una carrera inoblidable, Michael Johnson va aconseguir batre la plusmarca dels 400 m que tenia el seu compatriota Harry Reynolds des de 1988 amb 43,29. Johnson va fer 43,18 i va aconseguir el seu quart títol mundial en aquesta prova, traient-li més d'un segon d'avantatge al medallista de plata Sanderlei Parrela (44,29), alguna cosa sense precedents.
L'any 2000 seria el del seu comiat definitiu de l'atletisme, amb 33 anys, i ho va fer com gairebé sempre, en gran. En els Jocs Olímpics de Sydney va guanyar la medalla d'or dels 400 m (43,84) i la de relleus 4x400 m (2:56,35), que completaven un extraordinari palmarès olímpic de cinc medalles d'or en tres Jocs Olímpics. Posteriorment se li retirà la medalla en els relleus 4x400 metres per dopatge del seu company de relleus Antonio Pettigrew.